# Villa dei Quintili
La Villa dei Quintili è un sito archeologico situato a Roma, tra il V miglio di via Appia Antica e il settimo chilometro di via Appia Nuova.
Nel 2018 il circuito museale della tomba di Cecilia Metella e della villa dei Quintili ha registrato 44 136 visitatori ed un introito lordo totale di 93 687 euro.

## Storia

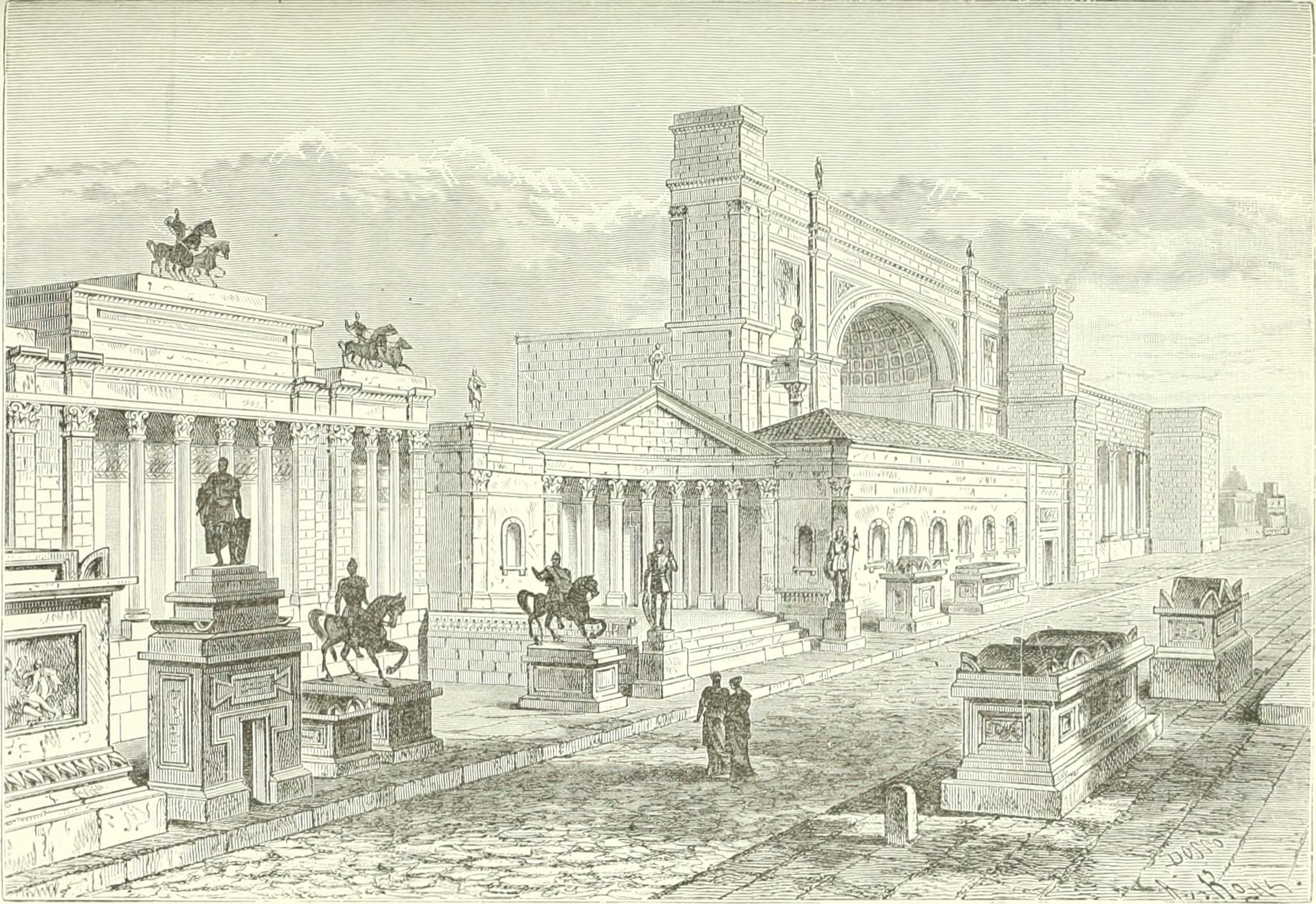
Ricostruzione ottocentesca della villa

La villa sorgeva lungo l'Appia Antica, dove si apriva l'ingresso monumentale, estendendosi verso nord sul poggio creato da una lingua di lava proveniente da antiche eruzioni del Vulcano Laziale, fino al corso d'acqua torrentizio (detto – ancor oggi – Fosso dello Statuario) che l'erosione aveva scavato ai suoi piedi.

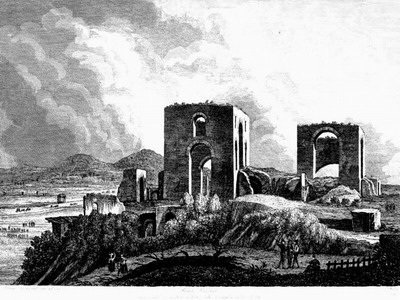
Luigi Rossini, Veduta di Roma Vecchia dal Viaggio pittoresco da Roma a Napoli (1839)

Dai bolli laterizi rinvenuti, il nucleo della villa è databile alla tarda età adrianea, cioè alla prima metà del II secolo. I nomi dei proprietari sono stati rilevati dalle condutture in piombo (fistulae aquariae) su cui erano incisi. Si trattava dei due fratelli Sesto Quintilio Condiano e Sesto Quintilio Valerio Massimo, nobili, colti, consoli entrambi nel 151, e grandi proprietari fondiari. Tenuti in grande onore da Antonino Pio e Marco Aurelio, la loro ricchezza e fortuna suscitò l'avidità di Commodo, che li accusò di aver congiurato contro di lui e nel 182-183 li fece uccidere, appropriandosi dei loro beni.
La grande proprietà divenne così una villa imperiale. Funzione che sembra aver mantenuto, stando alla datazione dei restauri e ad iscrizioni, citazioni e ritratti, fino all'imperatore Tacito, cioè fino a tutto il III secolo.
Il complesso rimase poi parzialmente in uso fino al VI secolo (sono stati ritrovati bolli laterizi dell'epoca di Teodorico). Al periodo alto-medioevale sono attribuibili ulteriori tracce di utilizzo consistenti in ceramiche e sepolture individuate in alcuni ambienti della villa.
Come accadde per tutte le antiche proprietà imperiali, il fundus dei Quintili passò nei secoli in proprietà di varie istituzioni ecclesiastiche: nel X secolo lo troviamo citato nel patrimonio del monastero di Sant'Erasmo al Celio, poi, dal XII, in quello di Santa Maria Nova (oggi Santa Francesca romana). La tenuta – che veniva detta anche Roma Vecchia, forse per l'imponenza dei ruderi – passò poi (alla fine del Settecento) in proprietà dell'Ospedale del Santissimo Salvatore ad Sancta Santorum (oggi Ospedale di San Giovanni in Laterano), e nel 1797 fu venduta dal Monte di Pietà, che gestiva i beni dell'Ospedale, a Giovanni Raimondo Torlonia, al quale Pio VI fornì qualche anno dopo anche l'omonimo marchesato, appositamente creato.

### Gli scavi
Lungo le vie consolari, come è noto, i Romani costruivano le loro tombe. La villa dei Quintili sorse in un luogo storicamente prestigioso, all'altezza delle due antiche tombe a tumulo attribuite dalla tradizione agli Orazi e ai Curiazi. Accanto al fundus da loro acquistato – confinante con quello di Erode Attico – era situata tra le altre la sepoltura di Tito Pomponio Attico, l'amico di Cicerone. Fu forse per questa ragione che il primo reperto di cui si ha notizia, il sarcofago contenente le spoglie di una fanciulla in ottimo stato di conservazione trovato nel 1485 presso il casale tenuto dai frati di Santa Maria Nova, fu ritenuto essere quello di Tulliola, la figlia di Cicerone, ed esposto al Palazzo dei Conservatori finché non si dovette seppellirlo nuovamente.

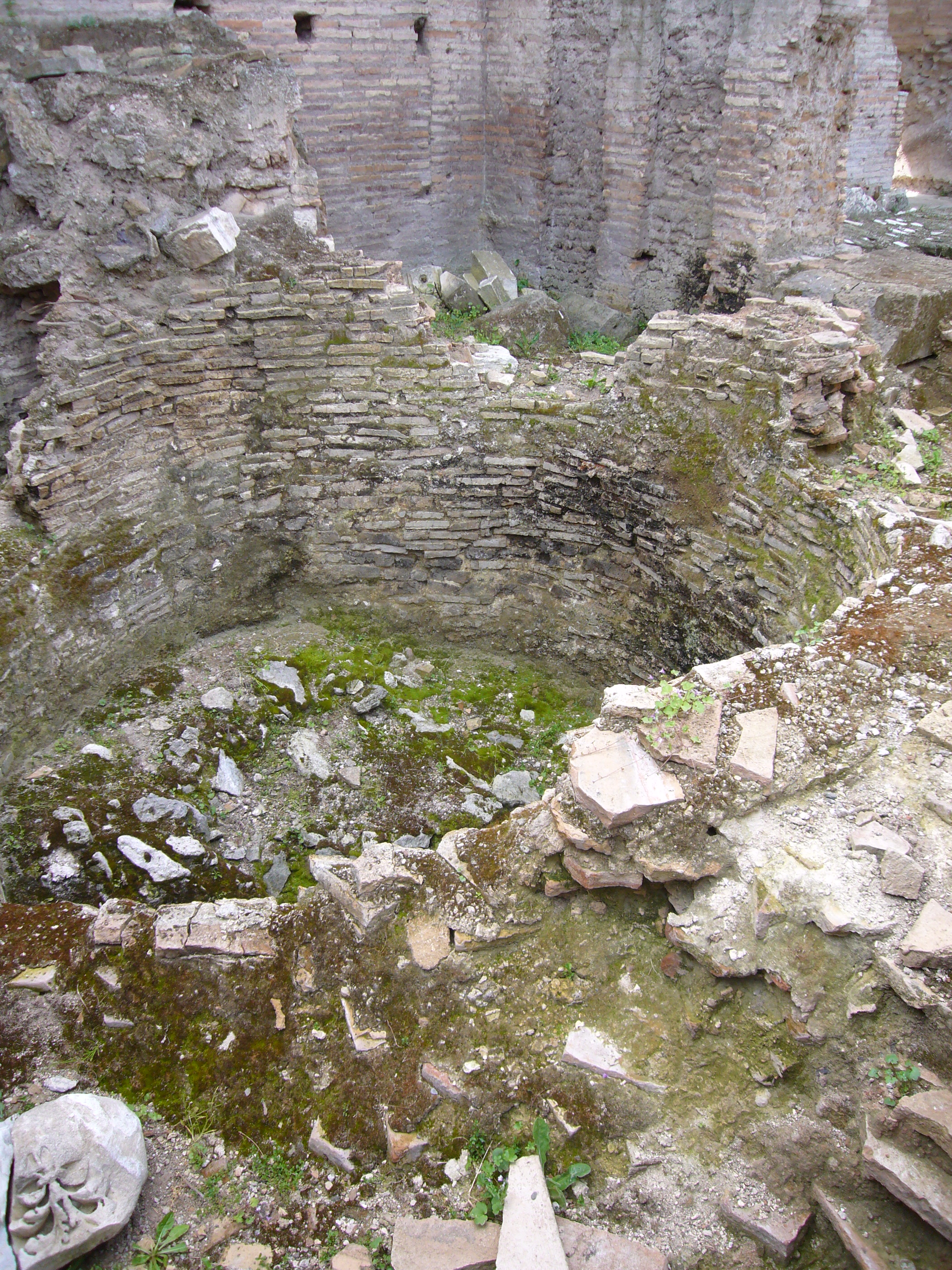
La calcara rinvenuta presso il Tepidarium

Fino alla fine del Settecento questi terreni fecero parte, come si è visto, del patrimonio immobiliare ecclesiastico. Erano i monasteri insediati nel luogo o, più tardi, direttamente la Camera Apostolica, ad autorizzare a proprio insindacabile giudizio l'uso dei materiali disponibili o ritrovati in loco e gli eventuali scavi.

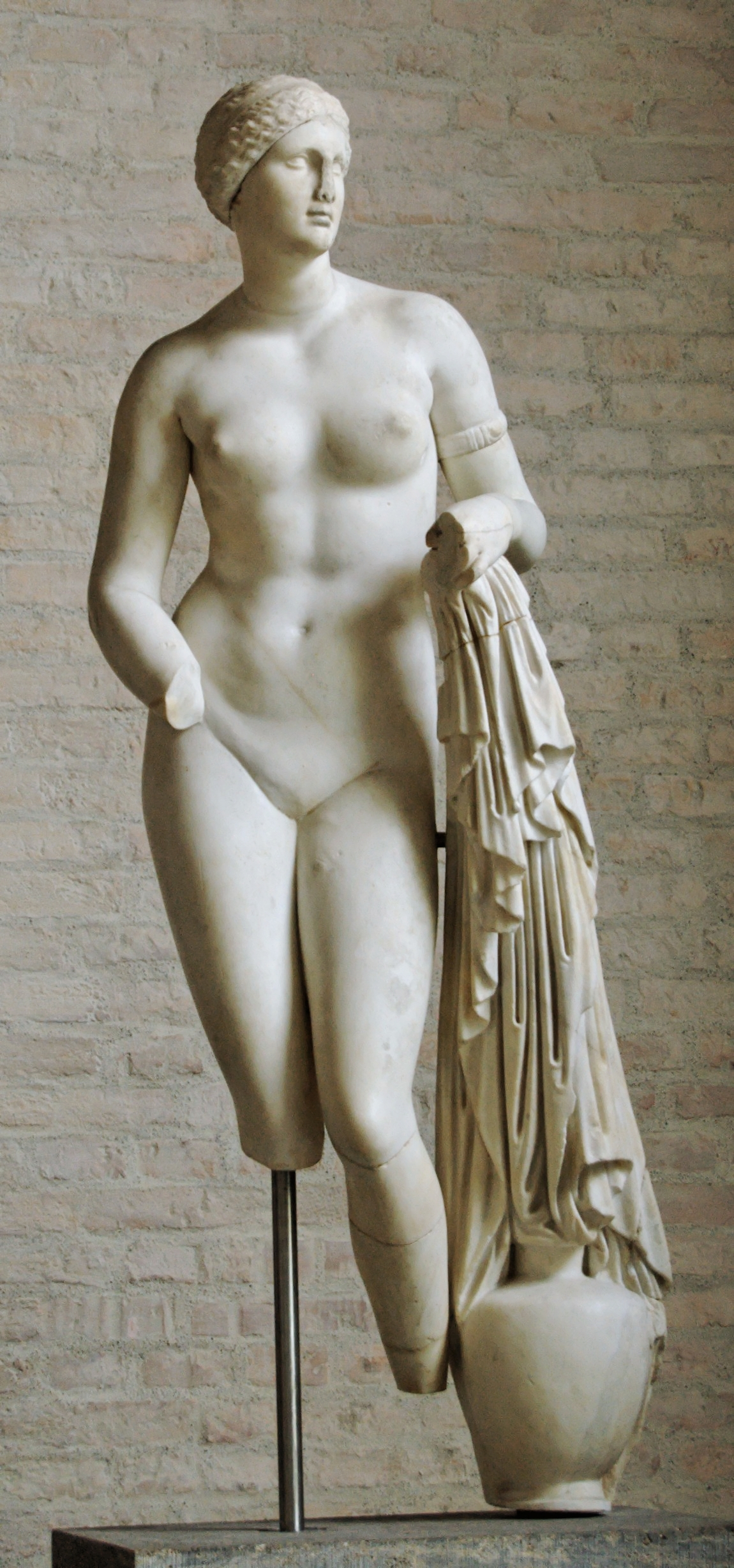
La cosiddetta Afrodite Braschi

Di scavi finalizzati al ritrovamento di opere d'arte, autorizzati dalla Camera Apostolica, si ha notizia a partire da papa Clemente XIII (cioè da metà del Settecento): attorno al Grand Tour fiorì infatti anche una fitta attività di appropriazione o commercializzazione di reperti archeologici, e l'interesse principale dell'amministrazione pontificia per questi reperti era ancora di natura prevalentemente commerciale. Su questi primi reperti, sulla loro destinazione e perfino sull'esatto sito dei ritrovamenti si hanno informazioni scarse e vaghe, anche perché all'epoca nel toponimo Roma Vecchia erano compresi vasti territori fino alla via Prenestina (Tor de' Schiavi - Villa Gordiani).
Diverse campagne di scavo furono intraprese tra il 1783 e il 1792 per volontà di Pio VI, allo scopo di arricchire il Museo Pio-Clementino, fondato dal suo predecessore Clemente XIV. Tra le sculture più note rinvenute in questo periodo, attualmente conservate tra i Musei Vaticani, la Gliptoteca di Monaco, il Louvre e collezioni private, si collocano la cosiddetta Afrodite Braschi e due esecuzioni del Fanciullo con l'oca. Di questo gruppo, al moderno Antiquarium della Villa è stato conferito un alabastro cristiano recante l'ἰχϑύς, proveniente dagli scavi del 1792 e già al Museo Kircheriano.
Con il passaggio ai Torlonia della tenuta, nel 1797, furono ripresi scavi sistematici e tutti i ritrovamenti andarono ad arricchire la collezione privata della famiglia. Tra il 1828 e il 1829 gli scavi furono condotti da Antonio Nibby (che fece anche un rilievo topografico delle emergenze archeologiche della tenuta a quel momento), concentrandoli attorno ai ruderi più evidenti, tra le aule termali e il cosiddetto Teatro marittimo. Emersero da queste ricerche, fra l'altro, due colonne in marmo cipollino che il Valadier utilizzò per la nuova facciata del Teatro Tordinona, anch'esso di proprietà dei Torlonia. Altri scavi furono effettuati tra il 1834 e il 1840, dei cui ritrovamenti si hanno però pochissime notizie.
Alessandro Torlonia promosse un nuovo ciclo di ricerche tra il 1850 e il 1856, affidandole a Giovanni Battista Guidi. Siccome il governo pontificio stava facendo eseguire scavi e sistemazioni sull'Appia Antica da Luigi Canina, questa compresenza creò alcuni conflitti. Il contenzioso si risolse con la chiusura del cantiere del Canina e la concessione di alcuni reperti al governo da parte del Guidi "come ornamento e arredo della via Appia".

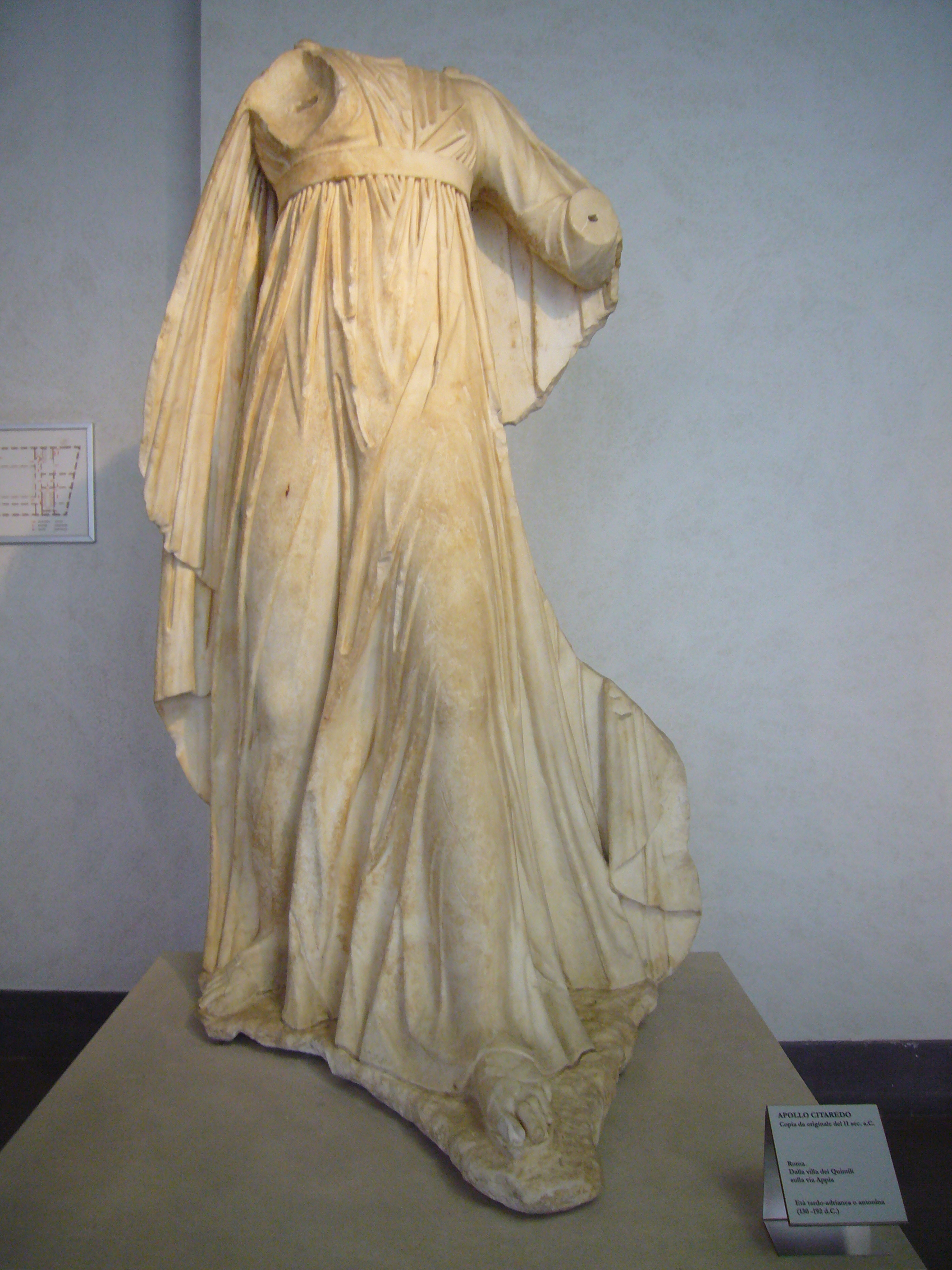
Un Apollo citaredo acefalo.

L'unità d'Italia diede nuovo impulso alla valorizzazione degli aspetti storico-archeologici di Roma antica. In questo contesto si procedette fra l'altro al ripristino del Ninfeo della Villa prospiciente l'Appia Antica, nell'aspetto che oggi presenta. Il sito fu inoltre analiticamente rilevato, topografato e anche fotografato da Thomas Ashby tra il 1899 e il 1906.
Durante gli anni venti del Novecento furono fatte nuove scoperte, del tutto casuali: le grandi statue acefale di Apollo citaredo e di Artemide, oggi al Museo nazionale romano a Palazzo Massimo, e – nel 1929 – i resti di una villa rustica al km 7 della via Appia. La qualità delle sculture ritrovate nei pressi ha fatto considerare questo impianto come pertinente anch'esso alla Villa dei Quintili. I reperti sono esposti nell'Antiquarium della villa.
Nel 1998-2000 è stata condotta una campagna di interventi sistematici (promossa dalla Soprintendenza ai Beni Archeologici di Roma, dott.ssa Rita Paris-arch. Piero Meogrossi, e condotta dagli archeologi Riccardo Frontoni e Giuliana Galli), tesa ad esplorare ulteriormente e a rendere visitabili le emergenze principali della villa. Con l'occasione, sono emersi nuovi ambienti dell'area di residenza privata e parte dell'area di rappresentanza, e si è resa più evidente l'interconnessione tra i vari spazi.
La Soprintendenza ha successivamente promosso altre due campagne di scavo, una tra il 2002 ed il 2004, l'altra tra il 2007 ed il 2009 (archeologi Riccardo Frontoni, Giuliana Galli, Carmela Lalli, Barbara Pettinau) che hanno riportato alla luce una grande porzione dei giardini porticati, di un'altra grande parte dell'area di rappresentanza e delle stanze del tepidarium tra le due aule termali del calidario e del frigidario. Tra l'Appia e l'area centrale sono state scavate le estremità dello xystus, lungo quasi 300 metri. Dal grande ninfeo sull'Appia Antica proviene la statua della Niobe, oggi esposta nell'antiquarium. Nel 2018, è stata scavata una grande cella vinaria con torchi. Nel 2011 è stata utilizzata dal regista Woody Allen per le riprese del film To Rome with Love, quale esempio di architettura termale dell'Antica Roma.

## Il complesso e i settori[15]
La villa era una lussuosa residenza "a padiglioni" articolata in più nuclei costruttivi che assecondavano la morfologia del terreno. L'ingresso originario era sulla via Appia Antica in prossimità del ninfeo monumentale, la fontana scenografica fontana voluta dall'imperatore Commodo trasformata in epoca medievale di castrum.

### Settore residenziale
- Basis Villae e aree di servizio
- Settore residenziale privato
- Settore residenziale di rappresentanza

### Settore termale

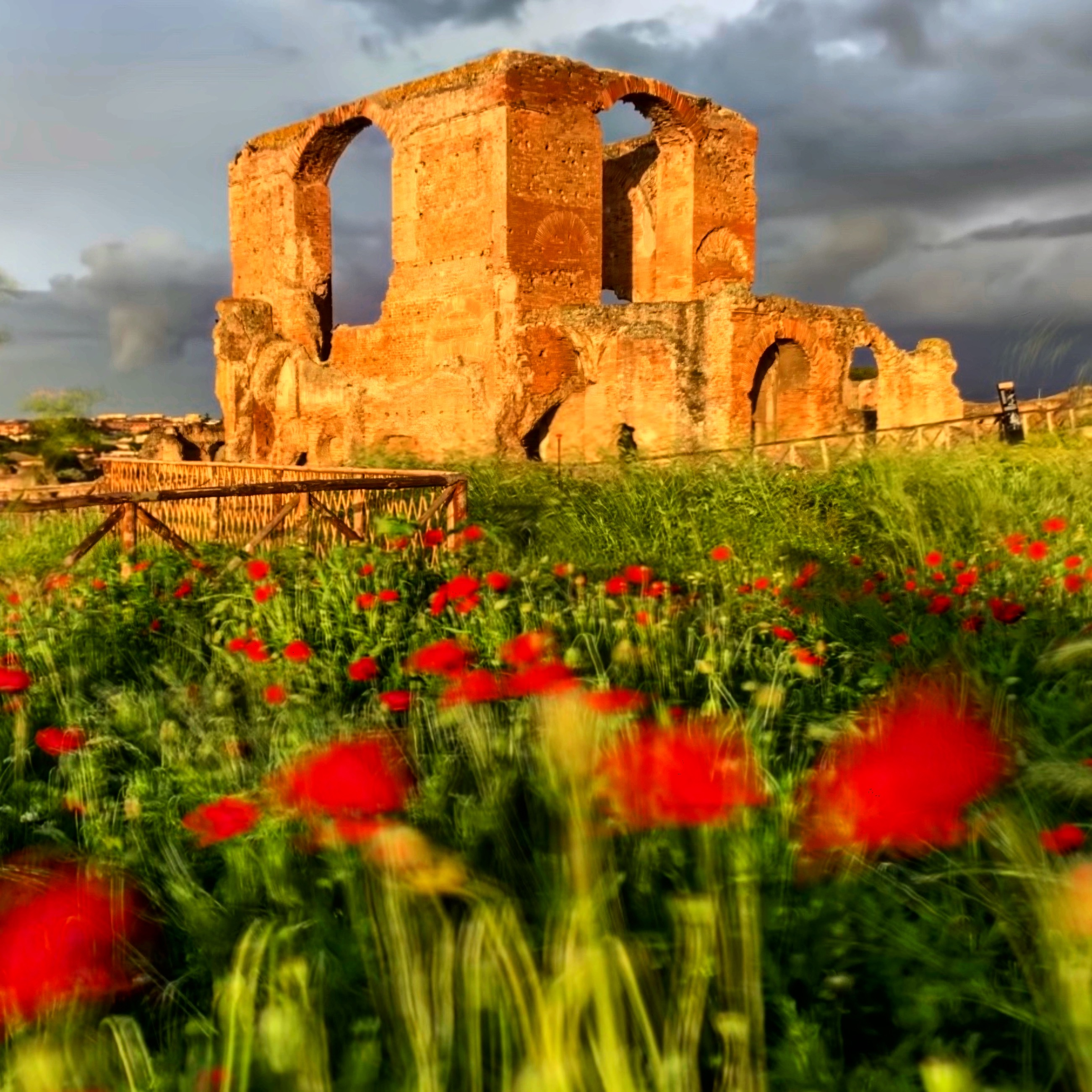
Le grandi aule termali della Villa dei Quintili

- Frigidarium, Calidarium, Tepidarium
- Il Teatro marittimo

### Cisterne e acquedotti
Un così vasto e lussuoso complesso residenziale necessitava di un cospicuo apporto idrico che era garantito per mezzo di numerose cisterne e di acquedotto. L'acquedotto dei Quintili, ancora oggi visibile sulla destra della via Appia Nuova all'altezza del Grande Raccordo Anulare, riforniva le diverse Cisterne presenti sul sito.
La cosiddetta "Grande Cisterna" la Cisterna Piranesi e la Cisterna Mediana.

### Giardino dei Patriarchi
Nel settembre 2013 è stato inaugurato, all'interno della Villa dei Quintili, il “Giardino dei Patriarchi”, che ospita venti piante nate per talea da "patriarchi verdi", uno per ogni regione d’Italia. Rappresenta anche una banca del germoplasma, poiché le piante che ospita, derivando da propagazione vegetativa, sono identiche sotto ogni aspetto alle piante madri, a parte, naturalmente, per l'età.
Il giardino è stato realizzato in omaggio all'Unità d'Italia. Si elencano di seguito i venti alberi da cui sono state prelevate le talee e la regione di provenienza:
- Valle d'Aosta: pero "Brusson", il pero più grande e vecchio della regione;
- Piemonte: melo "Pum dal Bambin", uno dei meli più grandi della regione;
- Liguria: olivo di San Remo, l'olivo più antico della regione;
- Lombardia: ciliegio di Besana in Brianza, forse il ciliegio selvatico più grande d’Italia;
- Trentino-Alto Adige: melo di Fondo, il melo più vecchio d’Italia;
- Friuli-Venezia Giulia: melo di Campone, il più grande della regione;
- Veneto: olivo di San Vigilio, che cresce sulle rive del lago di Garda;
- Emilia Romagna: cotogno di Faenza, fra i più vecchi d’Italia, produce frutti quasi privi di tannino che, la contrario delle altre cotogne, si mangiano crudi;
- Toscana: corniolo di Montieri, fra i più grandi d'Italia;
- Marche: olivo di Campofilone, fra i più antichi della regione;
- Umbria: noce di Poggiodomo, tra i più grandi d'Italia, con oltre cinque metri di circonferenza;
- Lazio: melograno di San Giovanni in Laterano, fra i più vecchi d'Italia;
- Abruzzo: fico Reginella di Bucchianico, antica varietà locale;
- Molise: olivo di Veanfro, risalente all'epoca romana;
- Campania: vite di Taurasi, plurisecolare e di grandi dimensioni;
- Puglia: fico di Otranto, antica varietà autoctona;
- Basilicata: olivo maiatica di Ferrandina, il più antico della regione;
- Calabria: vite Mantonico di Bianco, vitigno risalente all'epoca magno-greca;
- Sicilia: vite Corinto Bianco, vitigno portato in Italia dai Greci oltre duemila anni fa;
- Sardegna: olivo Luras (3800 anni), il più antico d’Europa, di tredici metri di circonferenza.

I camminamenti sono contornati da siepi di alaterno, ginestra odorosa, ginestra dei carbonai, scotano, agnocasto, sanguinello, frangola e altre specie.

## Antiquarium
Un piccolo Antiquarium è allestito nell'ex stalla del casale dei Quintili. Accoglie materiali archeologici provenienti dagli scavi eseguiti nell'area negli anni venti del Novecento e in anni recenti.
Tra i reperti spiccano una colossale statua di Zeus, databile in età adrianea ed esposta al centro della sala, delle erme di divinità e un gruppo statuario di Niobe rinvenuto del 2005.
Di grande interesse sono anche i resti dell'originario apparato decorativo della villa che doveva essere particolarmente ricco e comprendeva intonaci e pavimenti in opus sectile.

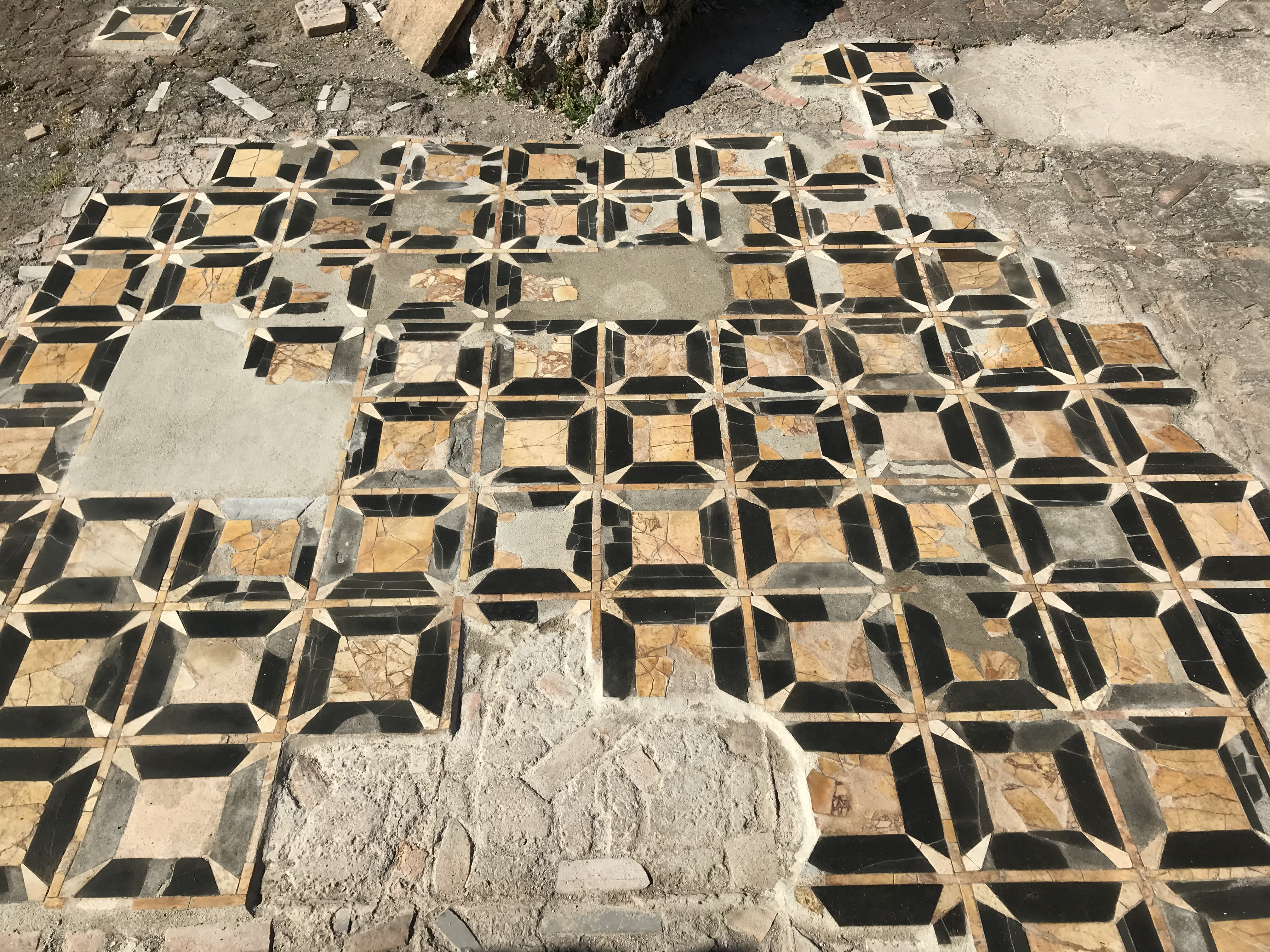
Pavimento di un ambiente di rappresentanza nei pressi del teatro composto da tarsie marmoree geometriche a stella in ardesia e palombino.